# Alfred Korzybski

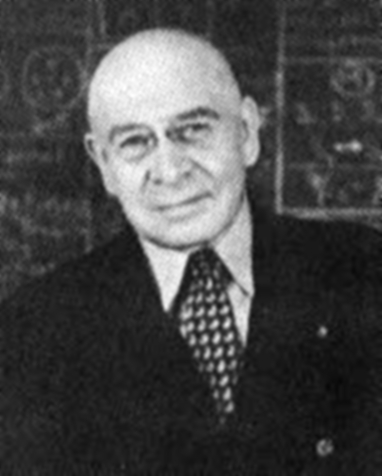
Alfred Korzybski

Alfred Habdank Skarbek Korzybski (* 3. Juli 1879 als Alfred Władysław Augustyn Korzybski in Warschau, Polen; † 1. März 1950 in Lakeville, Connecticut, USA) war ein polnisch-amerikanischer Ingenieur und Autor. Er entwickelte in der ersten Hälfte des 20. Jahrhunderts die „Allgemeine Semantik“.

## Leben
Korzybski stammt aus einer adligen polnischen Familie und wuchs in der Nähe von Warschau auf. Er sprach vier Sprachen fließend: Polnisch und Russisch lernte er in der Schule, Deutsch und Französisch lernte er von seinen beiden Gouvernanten. Später lernte er weitere Sprachen, was sich auf seine philosophischen Arbeiten sehr stark auswirkte.
Korzybski studierte Ingenieurwissenschaft an der Universität Warschau. Während des Ersten Weltkriegs wurde er zum Wehrdienst in der russischen Armee berufen. Nachdem er im Krieg drei Mal verwundet worden war, schickte ihn die russische Armee im Dezember 1916 nach Kanada bzw. in die Vereinigten Staaten, um dort die Verschiffung von Artillerie nach Russland zu koordinieren. Im November 1918 traf er die amerikanische Künstlerin Mira Edgerly, die er am 17. Januar 1919 in Washington, D.C. heiratete. Korzybskis ursprünglicher Plan war, nach dem Ende des Krieges nach Polen zurückzukehren, um beim Wiederaufbau des Landes zu helfen. Aufgrund der wirtschaftlich unsicheren Lage in seinem Geburtsland und der unklaren Zukunft des polnischen Adels, beschloss er aber in den Vereinigten Staaten zu bleiben.
1920 schrieb er sein erstes Buch Manhood of Humanity. 1933 vollendete er sein zweites Buch Science and Sanity – An Introduction to Non-Aristotelian Systems and General Semantics. 1938 gründete er in Lakeville, Connecticut das „Institut für Allgemeine Semantik“ (IGS), das sich inzwischen in Fort Worth, Texas befindet. Er dozierte in Harvard. William S. Burroughs, der noch während seiner Zeit in Harvard von Korzybski gehört hatte, besuchte im Sommer 1939 ein von Korzybski veranstaltetes, eine Woche dauerndes Seminar am IGS.

## Allgemeine Semantik
Korzybski beschäftigte sich hauptsächlich mit der Konzeption der von ihm so genannten Allgemeinen Semantik, bei der es sich nicht um linguistische Semantik handelt, mit der sie nach Korzybskis eigener Aussage nur wenig zu tun hat. Ihre Hauptprinzipien sind in Science and Sanity (erschienen 1933) dargestellt.
Alfred Korzybski war im Ersten Weltkrieg Offizier. Damals schon beeindruckt von der Diskrepanz zwischen technischen Möglichkeiten und psychischer Entwicklung, war es sein Ziel, Psychotherapie so zu vereinfachen, dass die menschliche Entwicklung mit der technischen Schritt halten kann. Er emigrierte rechtzeitig vor dem Zweiten Weltkrieg in die USA, wo er 1938 das „Institute for General Semantics“ gründete. Bis zu seinem Tod 1950 lehrte er seine therapeutischen und philosophischen Prinzipien.
Das vielleicht bekannteste Zitat aus seinem Hauptwerk Science and Sanity lautet: „Die Landkarte ist nicht das Territorium, aber wenn die Landkarte der Struktur des Territoriums ähnlich ist, ist sie brauchbar.“ Es zielt darauf ab, dass der Mensch in zwei Welten lebt: in der Welt der Sprache und der Symbole und in der realen Welt der Erfahrung. Korzybski legte dar, dass die Welt der Sprache eine Abstraktion der Welt der Erfahrung ist und daher die Abstraktion (die Landkarte) niemals mit der Erfahrung (der Landschaft) identisch sein kann. Und er wies auf folgendes hin: Wenn die sprachliche Welt die Welt der Erfahrung nicht adäquat abbildet, läuft der Mensch, geleitet von einer falschen Landkarte, in die Irre. Die auf dem „ist“ der Prädikation eines begrifflich beziehungsweise sprachlich erklärbaren Phänomens oder dem „ist“ der Identität von etwas beruhenden Landkarten sind prinzipiell falsch, weil sie eine Identität zwischen einem Phänomen und seiner sprachlichen Benennung behaupten. Ein Phänomen ist niemals identisch mit der sprachlichen Kategorie, mit welcher es beschrieben wird. Sprache ist demnach gleichsam eine Landkarte der Wirklichkeit. In seinem Buch stellt Korzybski dar, dass das menschliche Gehirn fähig ist, allein auf die Landkarte zu reagieren und das dargestellte Gelände (im Extremfall) vollständig zu vergessen. Das bedeutet, dass das menschliche Gehirn dazu fähig ist, etwas für wahr zu halten beziehungsweise zu glauben, was es nicht gibt, und dann damit aufhört, zu überprüfen, ob es das wirklich gibt. Das kann zu gravierenden Fehlentscheidungen führen, vor denen Korzybski angeblich warnen wollte.
Auf der Basis einer ausgiebigen Kritik am Aristotelischen System legte er eine Methode dar, wie sich der Einzelne so weiterentwickeln kann, dass er eben nicht die Landkarte mit dem Gebiet verwechselt und sich so durch Worte und die konditionierte „semantische Reaktion“ auf Worte in persönliches Leid treiben lässt. Kern dieser Methode ist die Erfahrung, dass nichts so „ist“ (gemeint ist: vollständig so ist), wie das „ist“ der Prädikation oder das „ist“ der Identität es beschreiben. Diese Erfahrung sollte ein Instrument vermitteln, das Korzybski das „Strukturelle Differential“ nannte. Die Arbeit mit dem „strukturellen Differential“ wird von Schülern der General Semantics bis heute in Coaching und Therapie angewendet.
Korzybskis Bücher haben keine große Verbreitung gefunden, aber er hat viele Wissenschaftler angeregt, sich mit den beschriebenen Phänomenen genauer zu befassen. Alfred Korzybski hat überdies sehr viele derzeit praktizierte Therapieformen beeinflusst. Er unterrichtete beispielsweise Eric Berne, der die Transaktionsanalyse entwickelte, und Gregory Bateson, der wiederum Paul Watzlawick und mit ihm sämtliche Formen der systemischen Therapie und der Familientherapie beeinflusste. Direkt auf die General Semantics zurück gehen die RET (Rational-Emotive Therapie) nach Albert Ellis, aber auch einige Grundideen des NLP (Neuro-Linguistisches Programmieren). Alle maßgeblichen NLP-Entwickler, also Richard Bandler, John Grinder und Robert Dilts, kannten die Werke Korzybskis und nutzten seine Erkenntnisse. Eine neuere Variante ist die Mace-Methode.
Die Sekundärliteratur zu Alfred Korzybski ist reichhaltig. Bekannt wurden unter anderem: Die Tyrannei der Worte von Stuart Chase, S. I. Hayakawas Semantik – Sprache im Denken und Handeln sowie Anatol Rapoports Buch Operational Philosophy.
Die allgemeine Semantik thematisierten auch Science-Fiction-Autoren in ihren Erzählungen. A. E. van Vogt setzte sie in seinen Null-A-Büchern als Hauptthema um und Samuel R. Delany beschrieb in seinem Science-Fiction-Roman Babel-17 eine Sprache ohne Personalpronomen.

## Wirkung
Korzybskis Arbeit beeinflusste die Pädagogik, Gestalttherapie, Rational Emotive Therapie, das NLP (Neuro-Linguistisches Programmieren) und mehrere Autoren und Wissenschaftler. Isaac Asimov hat einige der zentralen Thesen Korzybskis in seine Schriften einfließen lassen und Robert A. Heinlein sagte über Korzybski: „Man kann ihn persönlich nicht mögen, aber er ist ein mindestens so bedeutender Mann wie Einstein, zumindest deshalb weil sein Feld breiter ist. Die gleiche Art von Arbeit wie Einsteins, die gleiche Art von Arbeit, mit den gleichen Methoden; aber in einem viel breiteren Feld, viel näher zu menschlichen Beziehungen.“ Korzybski beeinflusste auch L. Ron Hubbards Scientology. Alfred Korzybski lehnte jegliche Religion explizit ab. Das brachte er besonders in Science and Sanity zum Ausdruck. Korzybski war an der emotionalen Befreiung von Menschen gelegen und er lebte persönlich sehr einfach und bescheiden.

## Werke
- Manhood of Humanity. Alfred Korzybski, foreword by Edward Kasner, notes by M. Kendig. Institute of General Semantics, 1950, ISBN 0-937298-00-X. Vollversion einsehbar im Project Gutenberg.
- Science and Sanity: An Introduction to Non-Aristotelian Systems and General Semantics. Alfred Korzybski, preface by Robert P. Pula. Institute of General Semantics, 1994, Original erschienen 1933, derzeitige ISBN 0-937298-01-8. Vollversion einsehbar auf der Seite der European Society for General Semantics.
- Alfred Korzybski: Collected Writings 1920–1950. Institute of General Semantics, 1990, ISBN 0-685-40616-4. Teilversion einsehbar bei Google Books.

## Sekundärliteratur
- S.I. Hayakawa: Semantik. Sprache im Denken u. Handeln. Verlag Darmstädter Blätter, Darmstadt 1987, ISBN 3-87139-027-5.
- S.I. Hayakawa (Hrsg.): Wort und Wirklichkeit. Beiträge zur Allgemeinen Semantik. Verlag Darmstädter Blätter, Darmstadt 1987.
- Falconar, Ted: Creative Intelligence & Self-Liberation, Crown House Publishing Ltd, 2000, 2007.
- Presby Kodish, Susan, Ph.D.: Drive yourself Sane: Using the Uncommon Sense of General Semantics, Extensional Publishing, 2001.
- Johnson, Kenneth G.: Thinking Creatically, Institute of General Semantics, 1991.
- Johnson, Wendell: People in Quandaries, Harper & Brothers, 1946.
- Weinberg, Harry L.: Levels of Knowing And Existence, Studies in General Semantics, Harper & Row, 1959.
- Helmut Rehbock: Allgemeine Semantik. In: Helmut Glück, Michael Rödel (Hrsg.): Metzler Lexikon Sprache. Metzler Verlag, Stuttgart 2016, ISBN 978-3-476-02641-5, S. 28